# Mauritius op de Olympische Zomerspelen 2008
Mauritius nam deel aan de Olympische Zomerspelen 2008 in Peking, China. Mauritius debuteerde op de Zomerspelen in 1984 en deed in 2008 voor de zevende keer mee. De bokser Bruno Julie schreef voor zijn land geschiedenis door de allereerste olympische medaille ooit te winnen.

## Medailleoverzicht
| Sport  | Olympiër    | Discipline | Medaille |
| ------ | ----------- | ---------- | -------- |
| Boksen | Bruno Julie | -54kg (m)  | Brons    |

## Deelnemers en resultaten

### Atletiek
| Olympiër          | Onderdeel       | Resultaat | Prestatie                                                                      |
| ----------------- | --------------- | --------- | ------------------------------------------------------------------------------ |
| Stéphane Buckland | 200m (m)        | 12e       | serie 1: 3de in 20,98 kwartfinale 2: 5de in 20,37 halve finale 2: 6de in 20,48 |
| Eric Milazar      | 400m (m)        | 33e       | serie 1: 7de in 46,06                                                          |
| Arnaud Casquette  | verspringen (m) | DNS       | kwalificatie groep B: niet gestart                                             |
|                   |                 |           |                                                                                |
| Annabelle Lascar  | 800m (v)        | 34e       | serie 3: 5de in 2.06,11                                                        |

### Badminton
| Olympiër       | Onderdeel     | Resultaat | Prestatie                                                         |
| -------------- | ------------- | --------- | ----------------------------------------------------------------- |
| Karen Foo Kune | enkelspel (v) | 17e       | 1ste ronde: vrij 2de ronde: V van CHN Lu: 0-2 (3-21, 1-7, opgave) |

### Boksen
| Olympiër       | Onderdeel   | Resultaat | Prestatie |
| -------------- | ----------- | --------- | --- |
| Bruno Julie    | -54kg (m)   | Brons     | 1ste ronde: W van LES Nketu: 17-8 2de ronde: W van UZB Tojibaev: 16-4 kwartfinale: W van VEN Manzanilla: 13-9 halve finale: V van CUB León: 5-7 |
| Richarno Colin | -63,5kg (m) | 9e        | 1ste ronde: W van BRA Carvalho: 15-11 2de ronde: V van RUS Kovalev: 2-11                                                                        |

### Boogschieten
| Olympiër               | Onderdeel       | Resultaat | Prestatie                                                                 |
| ---------------------- | --------------- | --------- | ------------------------------------------------------------------------- |
| Veronique D'Unienville | individueel (v) | 59e       | plaatsingsronde: 53ste met 605 punten 1ste ronde: V van MEX Román: 97-108 |

### Gewichtheffen
| Olympiër     | Onderdeel | Resultaat | Prestatie                                                    |
| ------------ | --------- | --------- | ------------------------------------------------------------ |
| Ravi Bhollah | -94kg (m) | 16e       | trekken: 18de met 125kg stoten: 16de met 150kg totaal: 275kg |

### Wielersport
| Olympiër          | Onderdeel        | Resultaat | Prestatie |
| ----------------- | ---------------- | --------- | --------- |
| Aurelie Halbwachs | wegwedstrijd (v) | 62e       | 3:52.11   |

### Zwemmen
| Olympiër         | Onderdeel           | Resultaat | Prestatie             |
| ---------------- | ------------------- | --------- | --------------------- |
| Gael Adam        | 100m vrije slag (m) | 57e       | serie 2: 3de in 52,35 |
|                  |                     |           |                       |
| Diane Etiennette | 50m vrije slag (v)  | 63e       | serie 5: 7de in 28,83 |

Afghanistan · Albanië · Algerije · Amerikaanse Maagdeneilanden · Amerikaans-Samoa · Andorra · Angola · Antigua en Barbuda · Argentinië · Armenië · Aruba · Australië · Azerbeidzjan · Bahama's · Bahrein · Bangladesh · Barbados · België · Belize · Benin · Bermuda · Bhutan · Bolivia · Bosnië en Herzegovina · Botswana · Brazilië · Britse Maagdeneilanden · Bulgarije · Burkina Faso · Burundi · Cambodja · Canada · Centraal-Afrikaanse Republiek · Chili · China · Chinees Taipei · Colombia · Comoren · Congo-Brazzaville · Congo-Kinshasa · Cookeilanden · Costa Rica · Cuba · Cyprus · Denemarken · Djibouti · Dominica · Dominicaanse Republiek · Duitsland · Ecuador · Egypte · El Salvador · Equatoriaal-Guinea · Eritrea · Estland · Ethiopië · Fiji · Filipijnen · Finland · Frankrijk · Gabon · Gambia · Georgië · Ghana · Grenada · Griekenland · Groot-Brittannië · Guam · Guatemala · Guinee · Guinee‑Bissau · Guyana · Haïti · Honduras · Hongarije · Hongkong · Ierland · IJsland · India · Indonesië · Irak · Iran · Israël · Italië · Ivoorkust · Jamaica · Japan · Jemen · Jordanië · Kaaimaneilanden · Kaapverdië · Kameroen · Kazachstan · Kenia · Kirgizië · Kiribati · Koeweit · Kroatië · Laos · Lesotho · Letland · Libanon · Liberia · Libië · Liechtenstein · Litouwen · Luxemburg · Macedonië · Madagaskar · Malawi · Malediven · Maleisië · Mali · Malta · Marshalleilanden · Marokko · Mauritanië · Mauritius · Mexico · Micronesië · Moldavië · Monaco · Mongolië · Montenegro · Mozambique · Myanmar · Namibië · Nauru · Nederland · Nederlandse Antillen · Nepal · Nicaragua · Nieuw-Zeeland · Niger · Nigeria · Noord-Korea · Noorwegen · Oeganda · Oekraïne · Oezbekistan · Oman · Oostenrijk · Oost‑Timor · Pakistan · Palau · Palestina · Panama · Papoea-Nieuw-Guinea · Paraguay · Peru · Polen · Portugal · Puerto Rico · Qatar · Roemenië · Rusland · Rwanda · Saint Kitts en Nevis · Saint Lucia · Saint Vincent en Grenadines · Salomonseilanden · Samoa · San Marino · Sao Tomé en Principe · Saoedi-Arabië · Senegal · Servië · Seychellen · Sierra Leone · Singapore · Slovenië · Slowakije · Soedan · Somalië · Spanje · Sri Lanka · Suriname · Swaziland · Syrië · Tadzjikistan · Tanzania · Thailand · Togo · Tonga · Trinidad en Tobago · Tsjaad · Tsjechië · Tunesië · Turkije · Turkmenistan · Tuvalu · Uruguay · Vanuatu · Venezuela · Verenigde Arabische Emiraten · Verenigde Staten · Vietnam · Wit-Rusland · Zambia · Zimbabwe · Zuid-Afrika · Zuid-Korea · Zweden · Zwitserland
Uitgesloten van deelname: Brunei